# Robbie Kerr
Robbie Kerr, född 26 september 1979 i Wycombe, England, är en brittisk racerförare.

## Racingkarriär
Kerr blev sexa i Formula Renault 2.0 UK 1998 innan han blev femma i Formula Palmer Audi 1999, samt trea i samma serie 2000. Efter ett års uppehåll från racingen blev Kerr sensationellt mästare i det brittiska mästerskapet i formel 3 2002. 2003 blev ett mellanår, med ett inhopp i formel 3000, samt ett par race i formel 3, innan han körde Formula Renault V6 Eurocup 2004, där han slutade på en nionde plats totalt. Mellan 2005 och 2008 körde Kerr med jämna mellanrum för A1 Team Great Britain i A1GP, med relativt stora framgångar. Han tog tre segrar i serien.